# Супервізор
Супервізор або супервайзер (англ. supervisor, від to supervise — спостерігати) — адміністративна посада в різних галузях бізнесу, державних установах, а також у наукових та освітніх інститутах. Супервізор це організатор робіт, які потребують від їх учасників виконання дій за певною програмою, супервізор спостерігає за правильністю виконання такої програми.

## Критерії
Співробітник може бути супервізором, якщо він має права і повноваження здійснювати такі дії:
- Давати інструкції та/або накази підлеглим;
- Нести відповідальність за результати роботи та інші дії співробітників.

Супервізор — відповідальний за продуктивність праці та інші дії невеликої групи співробітників. Зазвичай супервізор не має права наймати і звільняти співробітників, а також не несе бюджетної відповідальності. Супервізор може бути залучений до процесу найму та звільнення співробітників, а також до бюджетного процесу, проте остаточне рішення залишається за вищим менеджером.